# Simão de Rojas
Simão de Rojas (Valladolid, 28 de outubro de 1552–Madri, 29 de setembro de 1624) foi um sacerdote católico espanhol da Ordem da Santíssima Trindade, fundador da Congregação dos Escravos do Docíssimo Nome de Maria e santo da Igreja católica.

## Biografía
Simão de Rojas nasceu em Valladolid, Castela (Espanha), em 28 de outubro de 1552. Aos doze anos entrou na Ordem trinitária, onde fiz sua profissão religiosa em 28 de outubro de 1572. Estudou filosofia e teologia na universidade de Salamanca. Foi ordenado sacerdote em 1577 e destinado ao convento de Toledo. Aqui, ensinou filosofia e teologia de 1581 a 1587 e entre seus alunos, estava João Batista Rico, que se tornaria reformador da Ordem Trinitária. Desde 1579 exerceu o ofício de ministro conventual nos diferentes conventos de sua província; foi também visitador apostólico e ministro provincial. Foi requisitado pelo rei Filipe II a Madri, onde viveu desde 1600. Tornou-se preceptor dos Infantes de Espanha e confessor da rainha Isabel de Bourbon.
Simão de Rojas estava convencido que, para ser todos de Deus como Maria, era preciso tornar-se seus escravos, por isso instituiu em 1612 a Congregação dos Escravos do Docíssimo Nome de Maria. Faleceu no dia 29 de setembro de 1624 em Madri.
Impressionado pela veneração unânime que tributavam ao Simão de Rojas, o Núncio do Papa, alguns dias depois de sua morte, mandou que se iniciassem os processos preliminares à sua beatificação. O Papa Clemente XII, em 25 de março de 1735 reconheceu a heroicidade de suas virtudes; o Papa Clemente XIII o beatificou em 19 de maio de 1766. Enfim, no dia 3 de julho de 1988, o Papa João Paulo II inscreve no rol dos santos este grande servo de Maria e pai dos pobres. Sua festa se celebra em 28 de setembro.